# Droga wojewódzka nr 831
Droga wojewódzka nr 831 (DW831) – droga wojewódzka w województwie lubelskim o długości 1,165 km łącząca stację kolejową Dęblin z DW801. Jest jedną z najkrótszych dróg wojewódzkich w Polsce.